# NGC 5239
NGC 5239 (również PGC 48023 lub UGC 8589) – galaktyka spiralna z poprzeczką (SBbc), znajdująca się w gwiazdozbiorze Wolarza. Odkrył ją William Herschel 13 kwietnia 1784 roku. Jest to galaktyka z aktywnym jądrem typu LINER.